# Clement Cazalet
Clement Haughton Langston Cazalet (nacido el 16 de julio de 1869 en Surrey - murió el 23 de marzo de 1950) fue un jugador de tenis británico que compitió en los Juegos Olímpicos de 1908 en Londres.
Cazalet ganó la medalla de plata olímpica de tenis durante los Juegos Olímpicos de Londres 1908. Junto con Charles Dixon, quedaron en segundo lugar en dobles del torneo.